# Lila Ibrahim

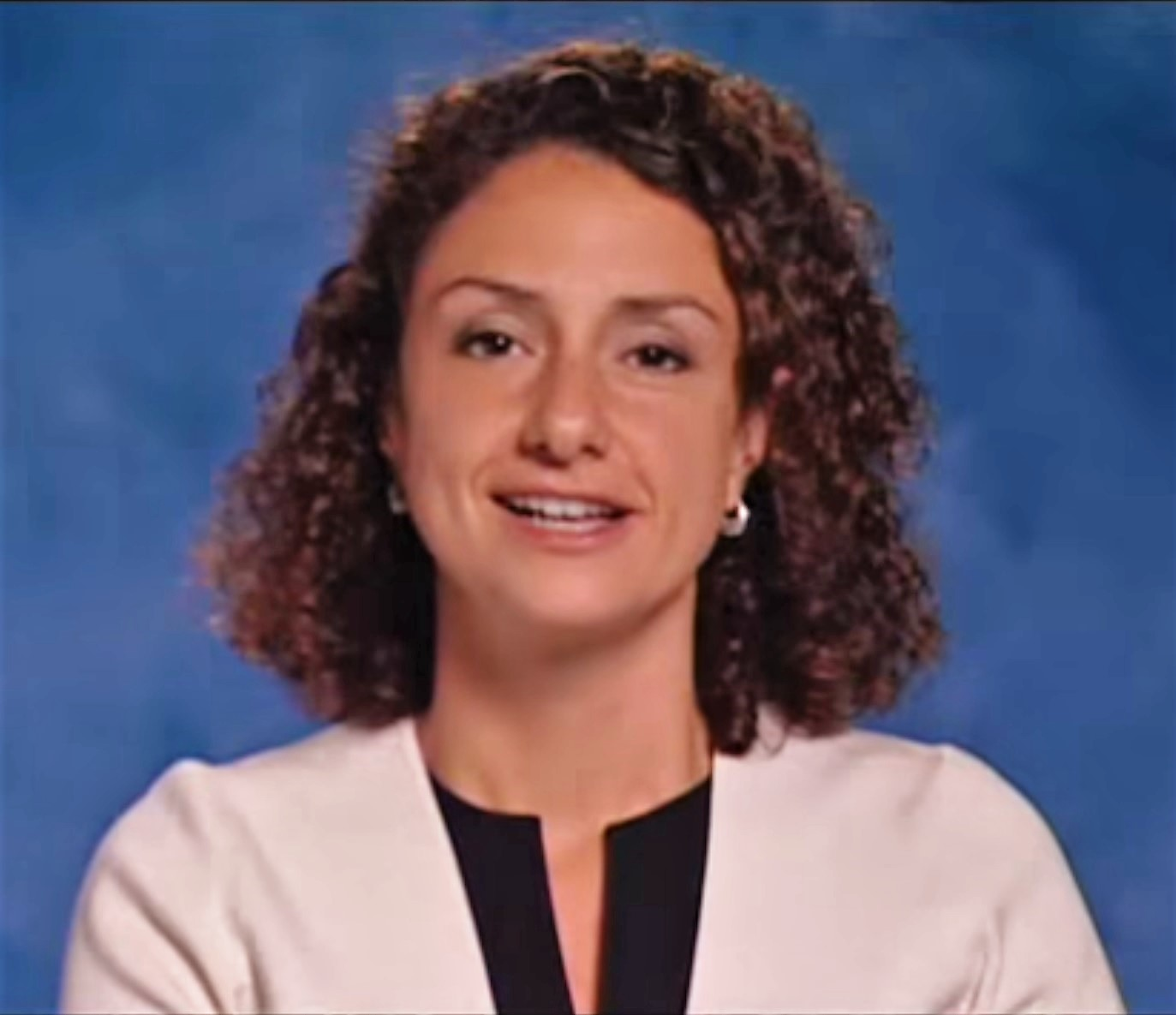
Lila Ibrahim (2007)

Lila Ibrahim (* 1969 oder 1970) ist eine US-amerikanische Ingenieurin und Geschäftsfrau. Sie wurde 2018 als erste Chief Operating Officer von Google DeepMind eingestellt. Frühere Positionen von Ibrahim waren Chief Operations Officer bei Coursera, Senior Operating Partner bei Kleiner Perkins und Chief of Staff des Intel CEO und Chairman Craig R. Barrett.

## Frühes Leben und Ausbildung
Ibrahims Eltern wanderten in die Vereinigten Staaten ein.
Sie studierte Elektro- und Computertechnik an der Purdue University und schloss 1993 mit einem Bachelor-Abschluss ab. Während ihres Studiums war sie Mitglied der STEM-Sorority Phi Sigma Rho.

## Karriere
Ibrahim begann ihre Karriere 1993 bei Intel als Design-Ingenieurin für den Pentium-Prozessor. Während ihrer 18 Jahre bei Intel hatte sie verschiedene technische, Marketing- und Führungspositionen inne, darunter die Rolle als Chief of Staff für Craig Barrett. Ab 2010 war sie Mitglied des Global Council der Thunderbird School of Global Management.
2010 wurde Ibrahim zur Chief of Staff der Venture-Capital-Firma Kleiner Perkins ernannt. Über Kleiner Perkins begann sie, mit Coursera zu arbeiten. Ibrahim wurde 2013 Präsidentin von Coursera, später Chief Business and Operating Officer, und blieb bis 2017 im Unternehmen. In dieser Zeit wurde sie in den National Advisory Council on Innovation and Entrepreneurship des US-Handelsministeriums berufen.
Im April 2018 wurde Ibrahim als erste Chief Operating Officer von DeepMind eingestellt.
2023 unterzeichneten Ibrahim und die DeepMind-Gründer Demis Hassabis und Shane Legg eine Erklärung des Center for AI Safety, die besagt: „Die Minderung des Risikos der Auslöschung durch KI sollte eine globale Priorität sein, vergleichbar mit anderen gesellschaftlichen Risiken wie Pandemien und Nuklearkriegen.“ Laut Time gehören zu Ibrahims Aufgaben bei DeepMind auch das Management dieses Risikos.

## Auszeichnungen
2007 wurde Ibrahim vom Weltwirtschaftsforum als Young Global Leader anerkannt. 2009 erschien sie auf dem Cover von ForbesWoman für ihren Einsatz zur Förderung von Frauen in der Technologie. 2010 erhielt sie den Women of Vision Award for Social Impact des Anita Borg Institute. 2019 wurde Ibrahim in die Liste der einflussreichsten Führungspersönlichkeiten im Business-Tech-Bereich in Großbritannien von Business Insider sowie in die Liste der interessantesten und einflussreichsten Frauen in der Technologie in Großbritannien aufgenommen. 2023 wurde sie von Time in die Liste der 100 einflussreichsten Personen im Bereich KI aufgenommen.

## Persönliches Leben
Ibrahim ist libanesisch-amerikanischer Herkunft und hat Zwillingstöchter.